# Богослов (Димитров)
Епи́скоп Богосло́в (в миру Димитр Здравков Димитров, болг. Димитър Здравков Димитров; 11 марта 1979, Рила) — епископ Болгарской православной церкви, титялярный епископ Маркианопольский.

## Биография
Окончил Софийскую духовную семинарию в 1999 году и богословский факультет Софийского университета в 2005 году. Получил степень магистра в области хозяйственного управления на факультете экономики и управления Высшей школы агробизнеса и развития регионов в Пловдиве, а также профессиональную квалификацию учителя Департамента информации и повышения квалификации учителей Фракийского университета в Стара-Загоре.
В 2010 году принял монашество в Шипченском монастыре. Рукоположен во иеродиакона и иеромонаха в 2011 году. В 2012—2014 годах был направлен на двухлетнюю специализацию в Московскую духовную академию. В 2015 году возведен в достоинство архимандрита. В 2016 году назначен протосинкеллом Старозагорской епархии.
10 декабря 2024 года Священный синод БПЦ рассмотрел письмо митрополита Старозагорского Киприана (Казанджиева) с просьбой о наречении и хиротонии в епископский сан архимандрита Богослова и назначении его викарным епископом. По итогам голосования Священный синод благословил архимандрита Богослова быть рукоположенным в сан епископа с титулом Маркианопольского.
22 декабря 2024 года в храме Святого Николая в Стара-Загоре рукоположен в титулярного епископа Маркианопольского, викария Старозагорской епархии. Хиротонию совершили: митрополит Старозагорский Киприан (Казанджиев), митрополит Пловдивский Николай (Севастиянов), митрополит Доростольский Иаков (Дончев), митрополит Сливенский Арсений (Лазаров) и епископ Величский Сионий (Радев), епископ Тивериопольский Тихон (Иванов), епископ Вельбыжский Исаак (Бояджийский), епископ Белоградчишкий Поликарп (Петров) и епископ Смоленский Виссарион (Гривов).